# Елевація (архітектура)

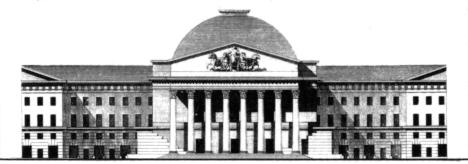
Фасад театру в Марселі

Елевація (висота, вид) – зовнішня поверхня стіни будівлі з усіма розташованими на ній елементами, лицьова сторона будинку.

## У будівництві
Елевації, залежно від їх місцезнаходження, визначаються як:
- залежно від положенням, наприклад, відносно вулиці : передня (фронтова), тильна, бічна, садова (для будинків із прилеглим садом),
- за сторонами світу - наприклад, північна, східна.

Передню елевацію будинку, розташовану з боку вулиці і має вхід (не обов'язково головний), часто є найбільш репрезентаційною (але не обов'язково), іноді називають фасадом. Ця назва найчастіше стосується міських будівель, побудованих у вигляді перії, де інші зовнішні стіни стикаються з сусідніми будинками або закриті.

## У архітектурі
В архітектурно-будівельному кресленні термін елевація також окреслюється як масштабований вид будинку перпендикулярно до однієї зі стін. В архітектурному проекті креслення елевації визначає розміри і розташування прорізів (дверей, вікон і ін.) та інших деталей фасаду, висоту будівлі і його рівні, вид використовуваних оздоблювальних матеріалів.
Елевації можна розділити за типом обробки: 
- елевації з натурального каменю
- цегляні елевації
- дерев'яні елевації
- скляні елевації
- елевації штукатурені
- елевації з клінкерної плитки
- елевації з штучних матеріалів(наприклад, ПВХ)
- елевації з фасадних панелей HPL

## У проєктуванні

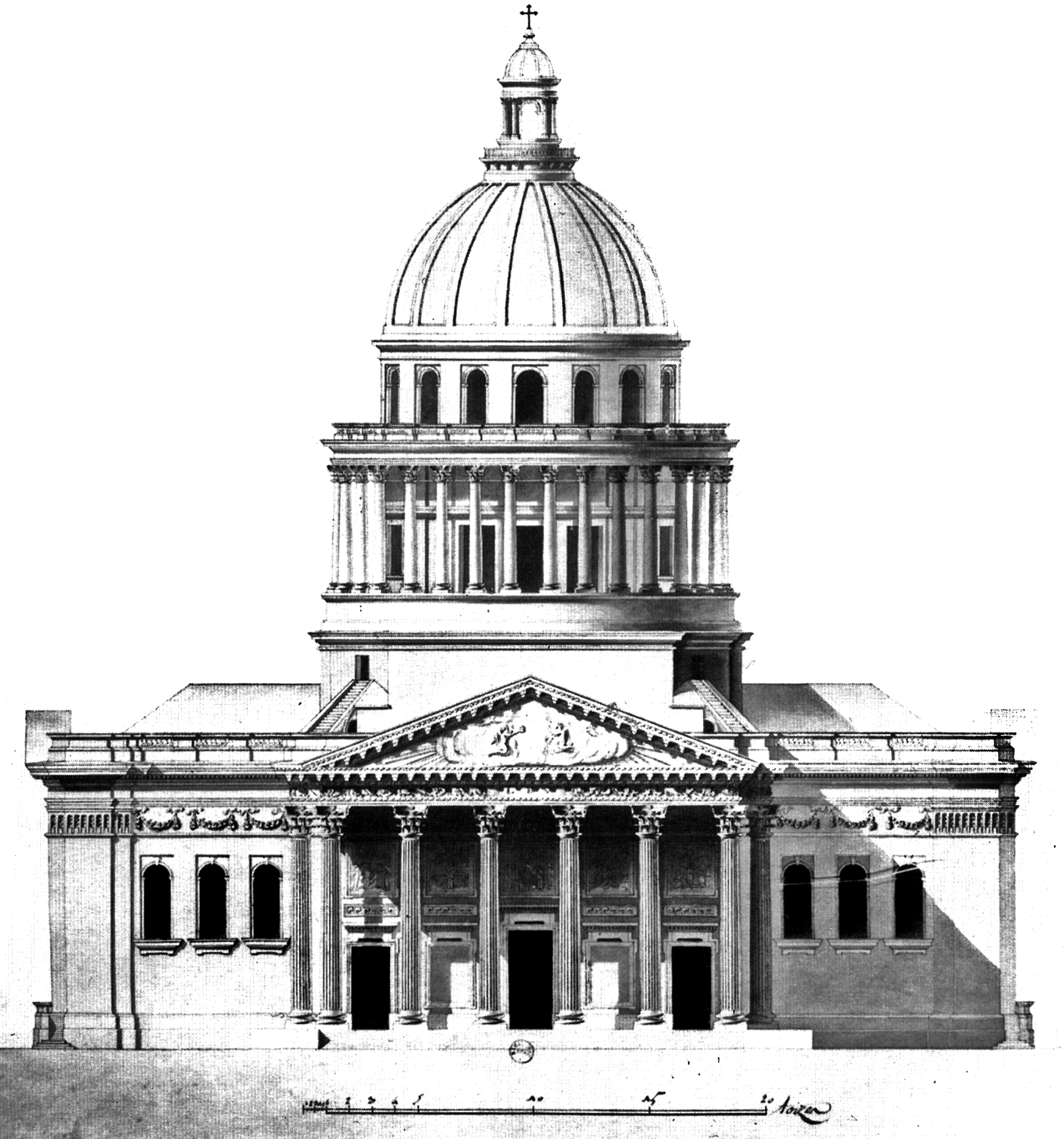
Головна елевація Пантеон (Париж), Жак-Жермен Суффло.

Елевація (вид) — це вид тривимірного об’єкта з положення вертикальної площини поруч із об’єктом. Іншими словами, елевація — це вид збоку, якщо дивитися спереду, ззаду, ліворуч або праворуч (і називається фронтальна елевація, [ліва/права] бічна елевація і задня).
Елевація — це поширений метод зображення зовнішньої конфігурації та деталей тривимірного об’єкта у двох вимірах. На архітектурних кресленнях і технічних кресленнях фасади будівель зображують у вигляді елевацій.
Елевації є найпоширенішою ортографічною проєкцією для передачі зовнішнього вигляду будівлі. Для цієї мети також часто використовуються перспективи. Елевацію будівлі зазвичай позначають відповідно до напрямку компаса, куди вона спрямована; напрямок, з якого на нього дивиться людина. Наприклад Північна Елевація будівлі – це сторона, яка на компасі ближче всього звернена до справжньої півночі.
Внутрішні елевації використовуються для відображення таких деталей, як конфігурації столярних виробів і оздоблення.
У будівельній індустрії елевації - це неперспективні види споруди. Вони намальовані в масштабі, щоб можна було провести вимірювання для будь-якого необхідного аспекту. Набори малюнків включають передню, задню та обидві сторони. Елевації визначають композицію різних фасадів будівлі, включно з крайньою висотою, розташуванням кінцевого рівня землі, зовнішньою обробкою, нахилами даху та іншими архітектурними деталями.

### Розгорнутий вид
Розгорнутий вид — це варіант звичайного виду елевацій, в якому кілька суміжних непаралельних сторін можуть бути зображені разом, ніби вони були розгорнуті. Наприклад, види півночі та заходу можуть бути показані поруч із спільним краєм, навіть якщо це не є належною ортографічною проекцією.